# 1992 videójátékai

## Események/megjelent játékok

### Megjelenések
1992-ben jelent meg a Wolfenstein 3D, amit az első FPS-nek (First Person Shooter) tartanak. Ennek ellenére az egy évvel később megjelent Doom című játék sokkal nagyobb hírnevet szerzett, ugyanis a Wolfenstein 3D-nél sokkal jobb játékélményt nyújt – igaz, egy évvel később is készült (Vö.: 1993 videójátékai).

### További játékok
- A-Train
- Alone in the Dark
- Dalek Attack
- Dune II
- Ghoul School
- Mortal Kombat
- Ultima VII: The Black Gate